# WIBP-CorV
WIBP-CorV là một trong hai vắc xin COVID-19 dùng virus bất hoạt được Sinopharm phát triển. Kết quả được đánh giá ngang hàng cho thấy WIBP-CorV có hiệu quả 72,8% đối với các trường hợp có triệu chứng và 100% đối với các trường hợp nghiêm trọng (26 trường hợp ở nhóm tiêm chủng so với 95 trường hợp ở nhóm giả dược). Vắc-xin COVID-19 dùng virus bất hoạt còn lại được Sinopharm phát triển là BBIBP-CorV, loại vắc-xin này tương đối thành công hơn. Dự kiến 1 tỷ liều sẽ được sản xuất mỗi năm.

## Lịch sử
Vào tháng 4 năm 2020, Trung Quốc đã phê duyệt các thử nghiệm lâm sàng đối với vắc xin ứng cử viên COVID-19 do Viện Sản phẩm Sinh học Bắc Kinh của Sinopharm và Viện Sản phẩm Sinh học Vũ Hán (WIBP-CorV) phát triển. Cả hai loại vắc-xin đều là vắc-xin virus toàn phần bất hoạt về mặt hóa học đối với COVID-19.
Vào ngày 13 tháng 8 năm 2020, Viện Sản phẩm Sinh học Vũ Hán đã công bố kết quả tạm thời của các nghiên cứu lâm sàng Giai đoạn I (96 người lớn) và Giai đoạn II (224 người lớn). Báo cáo lưu ý rằng vắc-xin có tỷ lệ phản ứng phụ thấp và đã chứng minh được tính sinh miễn dịch, nhưng việc đánh giá lâu dài hơn về tính an toàn và hiệu quả sẽ cần đến các thử nghiệm Giai đoạn III.

## Hiệu quả
Vào tháng 5 năm 2021, kết quả được đánh giá ngang hàng được công bố trong JAMA của các thử nghiệm giai đoạn III của vắc xin này ở Các Tiểu vương quốc Ả Rập Thống nhất và Bahrain cho thấy WIBP-CorV có hiệu quả 72,8% đối với các ca bệnh có triệu chứng và 100% đối với các ca bệnh nghiêm trọng (26 ca bệnh ở nhóm tiêm chủng so với 95 ca bệnh ở nhóm giả dược). 12.743 người nhận vắc xin WIBP-CorV và 12.737 người nhận giả dược trong các thử nghiệm này.

## Sản xuất
Vào tháng 6 năm 2021, một nhà máy mới bắt đầu đi vào sản xuất vắc xin này với công suất sản xuất 1 tỷ liều mỗi năm.